# Eleutherodactylus orientalis
Eleutherodactylus orientalis là một loài ếch trong họ Leptodactylidae. Chúng là loài đặc hữu của Cuba.
Môi trường sống tự nhiên của nó là các khu rừng đất thấp ẩm nhiệt đới và cận nhiệt đới. Loài này đang bị đe dọa do mất môi trường sống.
A relative comparison of the world's smallest frogs.

## Hình ảnh

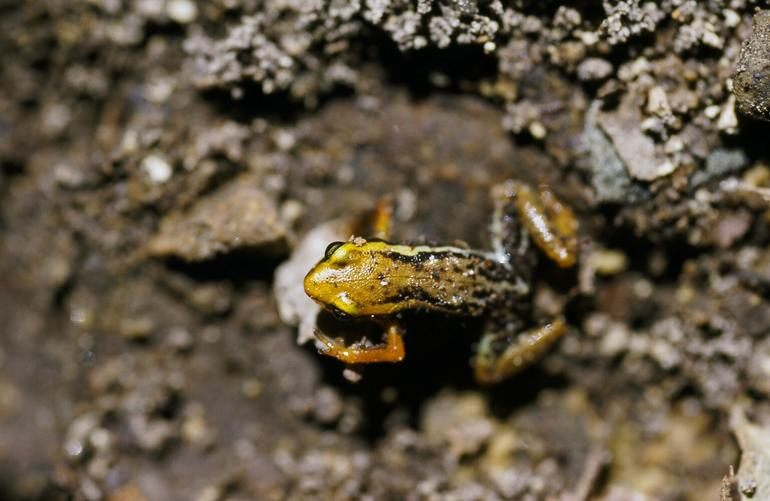
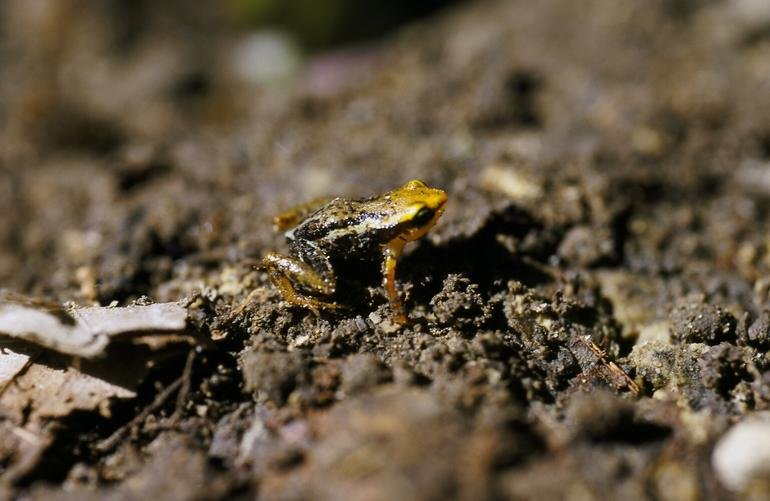
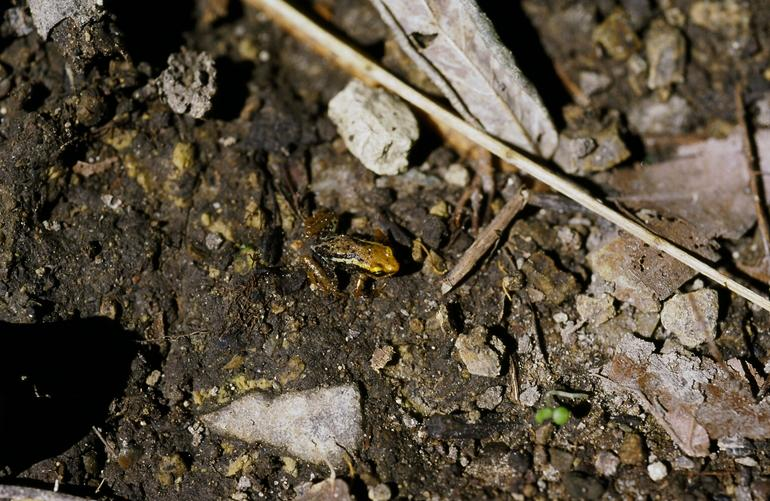
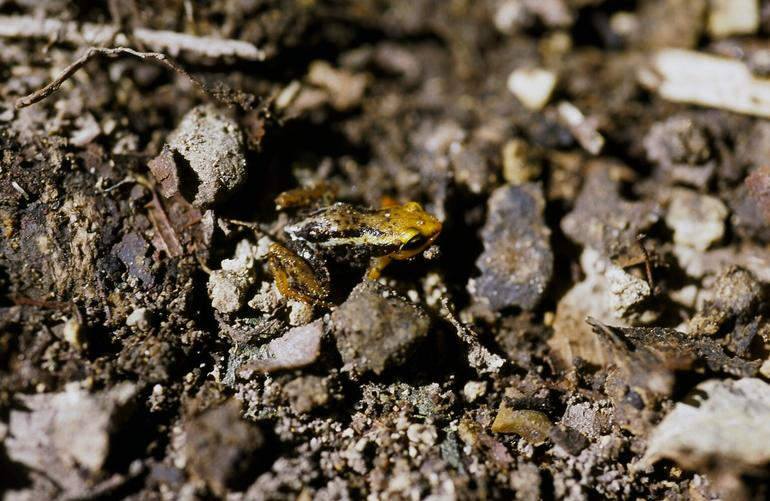